# Berthold Auerbach
Moyses Baruch, cunoscut sub pseudonimul Berthold Auerbach (n. 28 februarie 1812 - d. 8 februarie 1882) a fost un prozator și dramaturg german de etnie ebraică.

## Opera
- 1834: Friedrich cel Mare. Viața și faptele sale ("Friedrich der Große. Sein Leben und Wirken");
- 1837: Spinoza ("Spinoza");
- 1843 - 1854: Povestiri sătești din Pădurea Neagră ("Schwarzwälder Dorfgeschichten");
- 1851: Seri germane ("Deutsche Abende");
- 1852: Viață nouă ("Neues Leben");
- 1856: Desculț ("Barfüßele");
- 1858 - 1868: Calendar popular ("Volkskalender");
- 1861: Goethe și arta povestirii ("Goethe und die Erzählungskunst");
- 1876: După treizeci de ani. Noi povești sătești ("Nach dreißig Jahren. Neue Dorfgeschichten");
- 1880: Brigitta ("Brigitta").